# Vállalkozók Pártja Egyesület
A Vállalkozók Pártja Egyesület (VP) egy magyarországi gazdaságpolitikai párt volt 1989 és 2007 között. 2007 januárjában a Fővárosi Bíróság - mivel két egymást követő választáson sem indult önállóan - egyesületté minősítette „vissza”.

## Története
Vidéken, különböző helyi és kistérségi vállalkozói szerveződésekből alakult 1989. október végén. Elsődleges céljának a munkaadók képviseletét tűzte ki zászlajára. Gazdasági, gazdaságpolitikai, politikai ideológiáját, beállítottságát tekintve liberális centrumpárt. 1994-ben ezt nevében is kifejezte és felvette a Liberális Polgári Szövetség – Vállalkozók Pártja (LPSZ-VP) nevet. Elnöke 1992 márciusa és 1996 között Zwack Péter, korábbi washingtoni nagykövet, likőrgyáros volt. Zwackot a belső viták kényszerítették távozásra, a tagság egy része nem ismerte el legitimitását. Zwack kilépésével (bár parlamenti mandátumát megtartotta) egyúttal törölték az LPSZ előtagot is a nevükből.
Tagjai révén 1990 óta folyamatosan jelen van a parlamentben, bár önállóan sohasem jutott be oda; saját frakcióval sem rendelkezett soha. A párt az 1994-es választások második fordulójában négyes választási szövetséget kötött a Fidesszel, az Agrárszövetséggel, valamint az SZDSZ-szel, ennek eredményeként jutott a parlamentbe többek között a párt akkori elnöke, Zwack Péter.
A Vállalkozók Pártja 1998 óta autonóm, de a Fidesz szövetségese (https://web.archive.org/web/20170828142919/http://nava.hu/id/33775/ ). A 2006-os parlamenti választásokon négy VP képviselő jutott Fidesz színekben parlamenti székhez, habár néhol az SZDSZ-szel is kötöttek választási szövetséget.
A 2006. október 18-i  Székesfehérváron tartott összejövetelen, a korábbi elnök, Császár Antal helyett Herman Istvánt választották meg elnöknek, ezt azonban Császár formai okokra hivatkozva nem volt hajlandó elismerni, majd jogi útra terelte az ügyet, melyet 2008 augusztusában megnyert. Herman István és az alelnök, Janzsó Tamás ellen pénzmosás gyanújával új eljárás indult 2007 novemberében, miután a folyamatban lévő perek miatt zárolt párt-bankszámla mellett nyitottak egy magánszámlát a VP pénzeinek kezelésére.
Mivel a párt két választási cikluson keresztül nem indított jelöltet, a Fővárosi Bíróság 2006. december 12-i hatállyal kimondta a megszűnését, mely ellen Császárék fellebbeztek.
A fellebbezést követően a bíróság visszavonta megszüntető határozatát, helyette egyesületté minősítette „vissza” a pártot.  [forrás?]
Császár 2008. október 27-én kilépett a Fidesz-frakcióból, mivel egyebek mellett a közben egyesületté „visszaminősített” VP nem kapta meg az előzetesen megbeszélt részt a Fidesztől az állami támogatásból. A párt Császár tettére közleményben reagált; azt a vezetés által előre nem egyeztetettnek minősítve parlamenti mandátuma visszaadására szólították fel. Ezzel gyakorlatilag, mint tradicionális Vállalkozók Pártja, a szervezet pártként megszűnt létezni. Létrejött a pártból kiszakadtak által gründolt MVMP (Magyar Vállalkozók és Munkaadók Pártja), aminek elnöke Szatmáry Kristóf lett.
Az MVMP a 2010-es magyarországi országgyűlési választáson a Fidesz-KDNP szövetséggel közös jelölésben indította korábban még az egyesület elnökének választott, Herman Istvánt, aki meg is nyerte választókörzetét.

## Választási eredmények
| év   | eredmény | mandátumok    | szavazók száma | Parlamenti szerepe                           |
| ---- | -------- | ------------- | -------------- | -------------------------------------------- |
| 1990 | 0,05%    | ?             | 92 689         | kormánypárt (FKGP részeként)                 |
| 1994 | 0,62%    | ?             | 33 367         | ellenzék (FKGP részeként)                    |
| 1998 | 0,09%    | ?             | 3 962          | kormánypárt (Fidesz-MDF szövetség részeként) |
| 2002 | —        | ?             | —              | ellenzék (Fidesz szövetség részeként)        |
| 2006 | —        | 4 (Fideszben) | —              | ellenzék (Fidesz szövetség részeként)        |
| 2010 | —        | 3 (Fideszben) | —              | kormánypárt (Fidesz szövetség részeként)     |
| 2014 | —        | 1 (Fideszben) | —              | kormánypárt (Fidesz szövetség részeként)     |

Megjegyzések
- Önállóan sohasem jutott be az Országgyűlésbe, de egyes tagjai más pártok színeiben/listáján bejutottak